# Aeropuerto de Ust-Ilimsk
El aeropuerto de Ust-Ilimsk es un aeropuerto regional situado a unos 17 km al noroeste de la ciudad de Ust-Ilimsk en el óblast de Irkutsk, Rusia (designaciones aeronáuticas IATA: BTK, ICAO: UIBB).
En principio se pensó como una instalación regional capaz de manejar aviones de todos los tamaños pero el aeropuerto quebró en 2001. Se reabrió en 2013 para  los vuelos dirigidos a Irkutsk, reduciendo en 1000 metros la longitud de la pista debido a que se necesitaban aeronaves más pequeñas para la corta duración del vuelo a ese destino. 
El aeropuerto cuenta con un edificio de pasajeros, un módulo de seguridad y un centro de control de vuelos. Tiene una pista de aterrizaje de hormigón de 500 x 200 metros.

## Historial
- 1940 - El aeropuerto comenzó su funcionamiento.
- 1980 - Tuvo lugar el primer vuelo Ust-Ilimsk - Irkutsk con Yakovlev 40.
- 1988 - Tuvo lugar el primer aterrizaje de una aeronave Tupolev 154.
- 1989 - Se construyó el hotel para pasajeros y personal de mantenimiento y operaciones.
- 1993 - El nuevo edificio de pasajeros comenzó a estar operativo.
- 1994 - Aterrizó en el aeropuerto el primer Boeing 757-200.
- 1995 - En este aeropuerto se instalaron las primeras pasarelas de embarque de pasajeros en Siberia.
- 1997 - La pista de aterrizaje fue aumentada a 3100 metros por especialistas de Yugoslavia para que pudieran tener acceso aviones de mayor tamaño.
- 2001 - Se realizó el último vuelo de pasajeros a la ciudad de Irkutsk.
- 2001 - Se realizó el último vuelo de carga.
- 2002 - El aeropuerto fue cerrado después de que sus deudas alcanzaran los 40 millones de rublos.

En 2005 el aeropuerto se declaró en bancarrota. Toda la infraestructura del aeropuerto fue destruida a excepción de la pista de aterrizaje así como las zonas de aparcamiento. La reconstrucción requirió la inversión de un gran capital. Parte de la propiedad fue vendida durante la bancarrota y parte fue entregada a la ciudad de Ust-Ilimsk. La seguridad no existía desde 2002 por lo que todos los demás bienes fueron robados.
La reactivación del aeropuerto fue discutida muchas veces por las compañías que operaban en Moscú y proximidades como Lufthansa, pero, a pesar de todo, las empresas se negaron. 
- 2013 - La nueva empresa estatal "Runaway" fue registrada oficialmente.[2]
- 2013 - El parlamento local de Ust-Ilimsk declaró el aeropuerto como propiedad de la ciudad.[3]

El 13 de agosto de 2013 se reanudaron los vuelos a Irkutsk y se puso fin a los once años de inactividad del aeropuerto.

## Destinos
| Aerolíneas | Destinos          |
| PANH       | Irkutsk, Ulan-Ude |